# The Perfect Woman (film 1920)
The Perfect Woman è un film muto del 1920 diretto da David Kirkland che ha come protagonista Constance Talmadge.

## Produzione
Il film fu prodotto e presentato da Joseph M. Schenck per la Joseph M. Schenck Productions (A John Emerson-Anita Loos Production).

## Distribuzione
Il copyright del film, richiesto dalla Joseph M. Schenck, fu registrato il 1º marzo 1921 con il numero LP16202. Distribuito dalla First National Exhibitors' Circuit, il film uscì nelle sale cinematografiche USA nel luglio 1920. Sul mercato internazionale, venne distribuito in Finlandia (20 novembre 1922) e - con i titoli La Femme parfaite o Le Système de M. Stanhope - in Francia (26 gennaio 1923). In Danimarca, venne ribattezzato con il titolo Som en Kvinde skal være e in Ungheria A tökéletes asszony.